# Départements des Pays-Bas
Ne doit pas être confondu avec Départements réunis.
 (août 2018).
Si vous disposez d'ouvrages ou d'articles de référence ou si vous connaissez des sites web de qualité traitant du thème abordé ici, merci de compléter l'article en donnant les références utiles à sa vérifiabilité et en les liant à la section « Notes et références ».
Les départements des Pays-Bas sont des territoires issus de plusieurs découpages du territoire des Provinces-Unies par l'Empire français sur le modèle des départements français après que le royaume fut annexé à la fin du XVIIIe siècle et au début du XIXe siècle.
L'intention était d'effacer toute référence aux Dix-Sept Provinces autrefois indépendantes. Du 13 juillet 1810 au 20 novembre 1813, ils font intégralement partie de l'Empire français. Cette période se situe entre le Royaume de Hollande (1806-1810) et la Principauté souveraine des Pays-Bas unis (1813-1815).

## Annexion des Pays-Bas autrichiens
En 1795, quand l'Empire français annexa les Pays-Bas autrichiens et la Principauté de Liège (qui donneront les Départements réunis), elle annexa également certains territoires qui dépendaient auparavant des Provinces-Unies (Flandre zélandaise, Limbourg des États). Tous ces territoires furent réorganisés en départements : le département de l'Escaut engloba la Flandre zélandaise et celui de Meuse-Inférieure le Limbourg des États. La Meuse-Inférieure comprenait aussi des terres qui font aujourd'hui partie des Pays-Bas, mais qui n'appartenaient pas aux Provinces-Unies avant 1795.
En 1797, on créa le département du Roer, l'un des quatre départements de la République cisrhénane, qui mordait sur le territoire des Pays-Bas actuels. La République cisrhénane fut annexée en 1801 à la France.

## République batave
Après l'instauration de la République batave en 1795, un premier découpage eut lieu en 1798 par le Directoire exécutif. Les anciennes provinces des Provinces-Unies cédèrent alors la place aux départements suivants :
- les départements de Texel, du Delf et de l'Amstel furent créés dans une partie de l'ancienne province de Hollande et une petite partie de la province d'Utrecht ;
- le département Escaut-et-Meuse fut créé en joignant l'ancienne province de Zélande et des parties de la province de Hollande et du Brabant des États ;
- le département du Dommel fut créé en joignant des parties de l'ancienne province de Gueldre et du Brabant des États ;
- le département du Rhin fut créé en joignant des parties des provinces de Gueldre, d'Utrecht et de Hollande ;
- le département du Vieil IJssel fut créé en joignant une partie de la Gueldre, tout l'Overijssel et la Drenthe et des parties de la Frise ;
- le département de l'Ems fut créé en joignant une partie de la Frise et toute la province de Groningue.

Après le coup d'État de 1801, le découpage changea. On revint aux limites des anciennes provinces et on créa les départements suivants :
- département de Hollande ;
- département de Zélande ;
- département de Brabant (dans les anciennes limites du Brabant des États) ;
- département d'Utrecht ;
- département de Gueldre ;
- département d'Overijssel (regroupant les territoires des anciennes provinces d'Overijssel et de Drenthe) ;
- département de Frise ;
- département de Groningue.

## Royaume de Hollande

Troisième découpage en départements en 1807.

Peu après l'instauration du royaume de Hollande, le 13 avril 1807, on découpa le département de Hollande en deux départements : le Maasland au sud et l'Amstelland au nord. En 1807, la Frise orientale prussienne et le Jeverland (en) furent ajoutés au royaume de Hollande et constituèrent le nouveau département de Frise-Orientale. En décembre 1807 Flessingue fut placée sous administration française ; en décembre 1809 Walcheren subit le même sort. Le 16 mars 1810, tout le territoire situé au-delà du Waal et du Merwede fut annexé par la France. L'ancien département de Brabant disparut alors et son territoire fut divisé entre les Deux-Nèthes (département créé en 1795) et le nouveau département français des Bouches-du-Rhin. Les fractions du Maasland et de la Gueldre situées au sud du Waal rejoignirent également les Bouches-du-Rhin.

## Premier Empire

Quatrième découpage en départements en 1811.

Après l'annexion complète du royaume de Hollande par la France, on procéda à un nouveau découpage en 1811 :
- le Zuyderzée rassembla les anciens départements d'Amstelland et d'Utrecht ;
- les Bouches-de-la-Meuse remplacèrent l'ancien département de Maasland ;
- les Bouches-de-l'Escaut remplacèrent l'ancien département de Zélande ;
- l'ancien département de Gueldre, diminué des territoires du Sud du Waal, céda la place à l'Yssel-Supérieur ;
- les Bouches-de-l'Yssel remplacèrent l'ancien département d'Overijssel ;
- le département de Frise resta inchangé ;
- on regroupa les départements de Groningue et de Drenthe en un département de l'Ems-Occidental.

Ces départements avaient un gouvernement général à La Haye, sauf le département des Bouches-de-l'Escaut, qui, tout comme les Bouches-du-Rhin, les Deux-Nèthes, l'Escaut et la Meuse-Inférieure, étaient gouvernés de Bruxelles. Le département de l'Ems-Oriental en Allemagne dépendait aussi de La Haye.